# 福生チキンシャック
福生チキンシャック（ふっさチキンシャック）は東京都福生市福生876にあるライブハウスである。

## 概要
1974年4月29日に東京都福生市の通称赤線地帯 の店舗で開店。
店名の由来は日本の横田基地の米兵たちが飛行訓練中に空からこの建物を見て鳥小屋（Chicken Shack）のように見えたことから来ていると言われている。

## 縁の深いミュージシャン
- 君島大空
- 新井和輝（King Gnu）
- 岡田卓郎（ex.森は生きている）
- 高井息吹
- NAPPI（Support.Lucky Tapes）
- Jimanica
- 田中克海（民謡クルセイダーズ）
- フレディ塚本（民謡クルセイダーズ）
- 山口冨士夫（ex.村八部）[4]
- 下畑"Rio"良介（Prod.RISE）
- 南條倖司（キングコングパラダイス）
- 中原宙
- 成田昭彦

## 木曜日のジャムセッション
福生チキンシャックでは毎週木曜日にジャムセッションを開催している。新井和輝や君島大空や高井息吹や岡田卓郎が交流を始める切掛けにもなったことで知られる。。
「僕がチキンシャックに入り浸ってた頃セッションには、地元の飲んだくれや、ヒッピーがそのままカッコ良く歳を重ねたような人、ギター職人、栃木か群馬から毎週クルマを滑らせたおじいちゃん、20代の気さくなあんちゃん、カウンターのママさん、もちろん基地のアメリカ人も、、とにかく義務教育の過程では会うことのなかった(強烈な)人たちに出会った」と岡田卓郎は語っている。演奏のテクニックも彼らから学んだとも本人のブログで語っている。
また、新井和輝はこの街にある老舗のライブハウス「チキンシャック」での木曜日のジャムセッションがキャリアの始まりであり音楽人生に欠かせない存在だったと語っている。

## アクセス
- 東日本旅客鉄道（JR東日本）青梅線 福生駅東口から徒歩5分